# Leucocroton pallidus
Leucocroton pallidus är en törelväxtart som beskrevs av Nathaniel Lord Britton och Percy Wilson. Leucocroton pallidus ingår i släktet Leucocroton och familjen törelväxter. Inga underarter finns listade i Catalogue of Life.